# Station Crécy-la-Chapelle
Station Crécy-la-Chapelle is een spoorwegstation in de Franse gemeente Crécy-la-Chapelle. Op het station stoppen tramtreinen van tramlijn 14 van de Tram van Île-de-France.  Voor 22 maart 2025 was het station onderdeel van Transilien lijn P.

## Geschiedenis

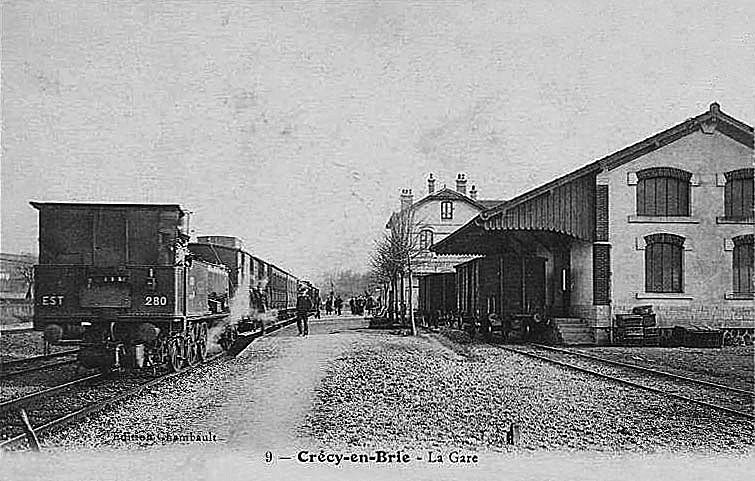
Het station anno 1905.

Het station opende in 1902 onder de naam Crécy-en-Brie - La Chapelle als eindpunt van de Spoorlijn Esbly - Crécy-la-Chapelle. In eerste instantie zou de lijn tot Coulommiers lopen, maar dat is er nooit van gekomen. Op 1 oktober 1972 kreeg het station zijn huidige naam. In mei 1980 werd de spoorlijn geëlektrificeerd, sindsdien rijden er elektrische treinen naar het station.

### Nieuwe dienstregeling Esbly - Crécy-la-Chapelle

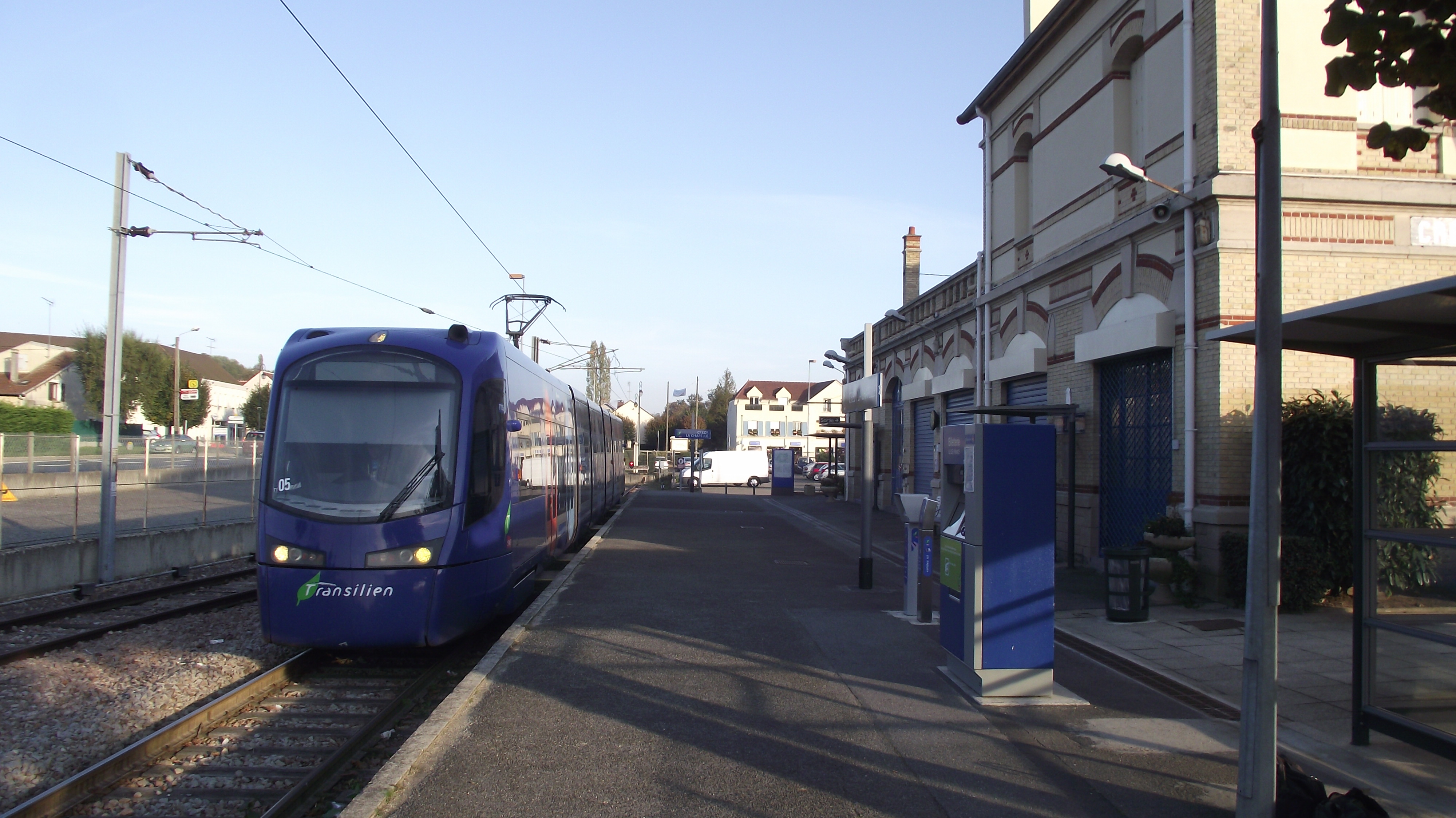
Een Avanto-tram op het station.

Sinds 4 juli 2011 rijden er tussen Esbly en Crécy-la-Chapelle Avanto-trams, welke de BB 17000 locomotieven en RIB-treinstammen vervingen. Sinds het eerste weekend van september 2011 is ook de dienstregeling aangepast: er rijdt nu ongeveer elk halfuur een tram in de spits (was een 32-min. dienstregeling), waarvan de helft in de spitsrichting ('s ochtends naar Esbly, 's Avonds richting Crécy) non-stop rijdt tussen Esbly en Crécy. Daarbuiten geld er een uurdienst welke ook op zondag van kracht is (voorheen was er op zondag een vervangende busdienst.
De verbetering van het materieel ging niet gepaard met verbeteringen aan lijn of perron, zoals gedaan bij de T4, aangezien dat door het lage aantal reizigers (850 per dag) niet te rechtvaardigen is. Daarentegen zou een voorgestelde verdubbeling van de sporen op het station van Couilly - Saint-Germain - Quincy ertoe kunnen leiden dat twee trams elkaar inhalen, waardoor de frequentie verdubbeld kan worden.
Sinds 22 maart 2022 wordt de lijn bediend door de Tram van Île-de-France.

## Het station
Op het station stoppen tramtreinen van Tramlijn 14 van de Tram van Île-de-France, in de richting van Esbly. Ook heeft het station een busstation met bussen in onder andere de richting van Meaux, Coulommiers en Marne-la-Vallée - Chessy (Disneyland Parijs).

## Toekomst
De departementele raad van Seine-et-Marne onderzoekt sinds 2011 de verlenging van de spoorlijn Esbly - Crécy-la-Chapelle voor tramtreinen van T14 naar Coulommiers, zoals oorspronkelijk gepland..

## Trivia
- Alhoewel het station al sinds 1972 Crécy-la-Chapelle heet, staat op verschillende plaatsen op het station nog de oude naam Crécy-en-Brie - La Chapelle

## Vorig en volgend station
| Richting | Vorig station               | Lijn | Volgend station | Richting |
| -------- | --------------------------- | ---- | --------------- | -------- |
| Esbly    | Villiers - Montbarbin Esbly | 14   | Eindpunt        | Eindpunt |